# Bross Townsend
Bross Elvie Townsend jr. (Princeton (Kentucky), 18 oktober 1933 – New York, 12 mei 2003) was een Amerikaanse jazz- en bluespianist.

## Biografie
De vader van Townsend was ook pianist, die zijn zoon op 7-jarige leeftijd piano liet spelen. Na zijn studie aan het Cleveland Institute of Music begeleidde hij plaatselijke zangers als Jimmy Scott en Wynonie Harris en vanaf 1953 werkte hij als freelance muzikant met o.a. Gene Ammons, John Coltrane, Memphis Slim en Jimmy Reed. Als solist toerde hij verschillende keren door Europa. Van 1959 tot aan zijn dood in 2003 werkte Townsend in New York met o.a. Warren Smith (vanaf 1973 in het Composer's Workshop Ensemble), Carrie Smith, Bubba Brooks, Woody Herman, Diana Ross, Kalaparusha Maurice McIntyre, Arvell Shaw, Bob Cunningham en Bernard Purdie en bleef hij ook optreden als solist. Townsend werd midden jaren 1990 blind, maar vervolgde zijn carrière. Zijn enige album onder zijn eigen naam was I Love Jump, dat in 1995 werd uitgebracht door Claves Records.

## Overlijden
Bross Townsend overleed in mei 2003 op 69-jarige leeftijd.
- Bibliothèque nationale de France: cb139851635 (data)
- Gemeinsame Normdatei: 135207088
- International Standard Name Identifier: 0000 0000 5518 0943
- Library of Congress Control Number: no96017726
- MusicBrainz: 767219c7-1eb4-4b69-9dcd-6db5ffd43bba
- SNAC: w6nh7phj
- Virtual International Authority File: 49417370
- WorldCat: E39PBJw4y7d3fQ8DKX9JrVyw4q